# Festival kajkavskih popevki Krapina
Festival kajkavskih popevki Krapina je godišnji hrvatski glazbeni festival u Krapini posvećen kajkavskoj popevki. Prvi je put održan 1966. i od tada do danas njime u Krapini svake godine završava Tjedan kajkavske kulture. Od sredine 1970-ih Festival organizira krapinsko Društvo za kajkavsko kulturno stvaralaštvo. 

## Povijest
Festival je utemeljen 1965. na prijedlog tadašnjega krapinskoga gradonačelnika Mije "Miška" Pavića. Oživotvorenju njegove ideje pomogli su hrvatski umjetnici, kulturni djelatnici i entuzijasti Stjepan Mihaljinec, Drago Britvić, Viktor Crnek, Milivoj Kujundžić, Franjo Šalić, Mirko Matić, Božo Sinković, Vlado Seljan, Slavko Kopun, Ivan Plasaj, Teodor Boch, Slavko Flegar, Antun Kozina, Juraj Hitrec, Ivica Švaljek i Krešimir Nekić.
U proljeće 1966. bio je raspisan natječaj za prvi festival. U prvom članku toga natječaja pisalo je:
»Svrha je festivala nastavljanje bogate tradicije kajkavske popevke, njegujući živu riječ i melos krajeva u kojima se govori kajkavski«.
Festival je od početka zamišljen kao velika završnica Tjedna kajkavske kulture, u sklopu kojeg se u Krapini i okolici redovito organiziraju i mnoge druge glazbene i folklorne priredbe, izložbe, pjesničke tribine te razni kulturno-umjetnički programi. Mnogi su autori naivne umjetnosti svoja izložbena djela darivali festivalskoj riznici. Do danas su na pjesničkim tribinama nastupali i mnogi poznati hrvatski dramski umjetnici, primjerice Smiljka Bencet, Nada Klašterka, Vladimir Gerić, Zlatko Crnković, Zlatko Vitez i mnogi drugi.

## Popularne popevke (izbor)
- Pod starim krovovima – stihovi: Drago Britvić, glazba: Marko Novosel, 1966.
- Mužikaši – stihovi: Mirko Radušić, glazba: Ivo Robić, 1966.
- Na Sleme – stihovi: Stjepan Jakševac, glazba: Rudolf Mahalup, 1966.
- Zagorska klet – stihovi: Dragica Vragović, glazba: Viktor Crnek, 1966.
- Vužgi – stihovi: Pajo Kanižaj, glazba: Ivica Stamać, 1967.
- Za zbogom – stihovi: Dragutin Domjanić, glazba: Marija Radić, 1968.
- Hrvatski kraj – stihovi: Pajo Kanižaj, glazba: Mario Bogliuni, 1968.
- Kam da se pojde – stihovi: Stjepan Jakševac, glazba: Miroslav Gavrilović, 1968.
- Tancaj, tancaj – stihovi: Viki Glovacki, glazba: Vilibald-Vili Čaklec, 1968.
- Prim’te dečki – stihovi: Pajo Kanižaj, glazba: Vilibald-Vili Čaklec, 1969.
- Suza za zagorske brege – stihovi: Ana Bešenić, glazba: Zvonko Špišić, 1969.
- Dobro mi došel prijatel – stihovi: Viki Glovacki, glazba: Vilibald-Vili Čaklec, 1970.
- Dugo me ni bilo – stihovi: Drago Britvić, glazba: Arsen Dedić, 1971.
- Mi smo tu navek – stihovi: Jura Stubičanec, glazba: Vilibald-Vili Čaklec, 1971.
- Mi smo dečki – stihovi: Ivica Krajač, glazba: Nikica Kalogjera, 1972.
- Angeluš – stihovi: Jura Stubičanec, glazba: Arsen Dedić, 1972.
- Zagorski nokturno – stihovi: Drago Bahun, glazba: Božo Potočnik, 1975.
- Turopoljski svati – stihovi: Drago Bahun, glazba: Božo Potočnik, 1976.
- Katarinčice – stihovi: Jura Stubičanec, glazba: Đelo Jusić, 1978.
- Oko jene hiže navek tiči lete – stihovi: Drago Britvić, glazba: Arsen Dedić,1980.
- Tam od Sutle idu svati – stihovi: Saša Galić, glazba: Mario Bogliuni, 1980.
- Popevka za ljubav – stihovi: Mišo Doležal, glazba: Vilibald-Vili Čaklec, 1986.
- Pri staroj vuri – stihovi: Joža Prudeus, glazba: Siniša Leopold, 1987.
- Kaj nam pak moreju – stihovi: Mišo Doležal, glazba: Nikica Kalogjera, 1989.
- Za vse pajdaše stare – stihovi: Drago Britvić, glazba: Zvonko Presečki, 1989.
- A Sutla si teče – stihovi: Drago Britvić, glazba: Nikica Kalogjera, 1990.
- Šestinske ambrele – stihovi: Jura Stubičanec, glazba: Arsen Dedić, 1990.
- Vse počinje v zagorju – stihovi: Nada Vukić, glazba: Siniša Doronjga, 1995.

## Poznati izvođači
Tomislav Brajša • Ronald Braus • Radek Brodarec • Krunoslav Cigoj • Đuka Čaić • Ljupka Dimitrovska • Dubrovački trubaduri • Ksenija Erker • Hrvoje Hegedušić • Gordana Ivanjek • Bojan Jambrošić • Tereza Kesovija • Bojan Kodrič • Adam Končić • Višnja Korbar • Kvartet Gubec • Kvartet Studio • Ladarice • Gabi Novak • Marko Novosel • Barbara Othman • Ivica Pepelko • Franjo Petrušanec • Danijela Pintarić • Ruža Pospiš Baldani • Davor Radolfi • Ivo Robić • Krunoslav Slabinac • Stjepan Srpak • Stjepan Jimmy Stanić • Đani Stipaničev • Tvrtko Stipić • Rajko Suhodolčan • Vera Svoboda • Đani Šegina • Ivica Šerfezi • Zvonko Špišić • Ana Štefok • Mirko Švenda Žiga •  Radojka Šverko • Adalbert Turner Juci • Miro Ungar • Elvira Voća • Vice Vukov • Jasna Zlokić • Miroslav Živković

## Vanjske poveznice
- Službene stranice festivala